# Гусейнова, Зулейха Исмаил кызы
Зулейха Исмаил кызы Гусейнова (азерб. Züleyxa İsmayıl qızı Hüseynova; 29 мая 1924, Баку — 24 мая 1996, Баку) — советский хозяйственный, государственный и политический деятель, кандидат технических наук, профессор.

## Биография
Родилась в Баку в 1924 году. Член ВКП(б).
С 1948 года — на хозяйственной, общественной и политической работе. В 1948—1984 гг. — студентка Азербайджанского индустриального института, на научной работе в Институте энергетики, заместитель заведующего отделом науки и школ ЦК КП Азербайджана, заместитель председателя, председатель комитета высшего и среднего специального образования, министр высшего и среднего специального образования Азербайджанской ССР (1965), председатель Азербайджанского республиканского совета профсоюзов.
Избиралась депутатом Верховного Совета СССР 7-го, 8-го, 9-го и 10-го созывов.
Умерла в Баку в 1996 году.